# 维克多·沙逊
维克多·沙逊爵士，第三代從男爵，GBE（Sir Ellice Victor Sassoon, 3rd Baronet，1881年12月20日—1961年8月13日）是英籍犹太富商沙逊家族的第四代，商人及酒店经营者，塞法迪猶太人，来自富有的巴格达犹太人沙逊家族商人和银行家族。

## 生平
1881年12月20日，维克多·沙逊在意大利那不勒斯出生。当时，他的家人正在去印度的途中。这是一个在鸦片生意中发财的巴格达犹太人家族。该家族对印度棉纺织业也拥有大量投资。他本人是在英格兰长大的，就读于哈罗公学和剑桥大学三一学院。
在第一次世界大战期间，维克多服役于英国皇家飞行队，1916年，他在作战中飞机失事中幸存下来，左脚负伤致残，终身困扰着他。此后必须借助于2根手杖行动，人称“翘脚沙逊”。
1916年，他的伯父雅各布·伊利亚斯·沙逊去世，没有子嗣继承，于是维克多·沙逊继承了家族贸易公司新沙逊洋行（E.D. Sassoon & Co.）的总经理职位。该洋行成立于1867年，总部先后设于印度孟买和中国上海，生意遍及波斯湾港口、巴格达和日本。该公司在印度经营棉纺厂，在远东投资房地产。1928年，维克多·沙逊爵士又成立了沙逊银行（E.D. Sassoon Banking Company Limited），作为新沙逊洋行的子公司，以协调其家族的贸易利益。
维克多·沙逊搬到印度，在那里管理家族的纺织厂，并在印度立法议会任职。
1924年，他的父亲爱德华·伊利亚斯·沙逊去世后，维克多继承了他的爵位，成为第三任“孟买沙逊从男爵”。由于他没有后嗣，男爵爵位因此无人继承。
1920年代，维克多将经营重点从印度转移至中国上海。维克多爵士长期居住在印度浦那和上海两地，同时经常或因商务，或因娱乐，而周游世界。
维克多爵士在上海房地产业的投资规模达到数百万美元，一度在上海拥有1,800 多处房产，推动上海的房地产业走向繁荣。他收购了华懋地产公司（Cathay Land Company）等至少50家公司。
沙逊于1929年在外滩20号建造了高10层的沙逊大厦（华懋饭店，Cathay Hotel，今和平饭店），1930年3月，新沙逊洋行的新总部在上海沙逊大厦开业。到日本占领前，沙逊又陆续兴建了一批大型酒店、办公楼和住宅，包括当时上海的大部分高层建筑。
其中许多位于上海公共租界中区的滨水区域外滩一带，包括：
- 都城饭店（Metropole Hotel，江西路、福州路口东北转角）
- 汉弥尔登大楼（Hamilton House，江西路、福州路口东南转角）
- 河滨大楼（Embankment，北苏州路400号）

还有一些位于上海法租界：
- 华懋公寓（长乐路189号）
- 峻岭寄庐（迈尔西爱路蒲石路口东侧）、

维克多爵士在上海西郊的虹桥路2409号建有一座伊扶司别墅。
维克多·沙逊还在静安寺路兴建了仙乐斯舞厅。
沙逊努力保护西方在东方的利益，并帮助欧洲犹太人 在上海隔都生存下来。
1941年，维克多受于日本方面的压力，离开上海。
抗日战争前后，维克多两次大规模抛售在上海的产业，但仍有众多房地产未及变卖，到1958年全部被中华人民共和国以拖欠国家税款理由没收。
1950年代，维克多居住在巴哈马拿骚的Cable海滩，晚年与他的美国护士Barnsie结婚，直到1961年在那里去世。他的遗孀长期居住在拿骚，并且通过每年情人节周末举办正装舞会，继续支持其亡夫建立的巴哈马儿童慈善事业。

## 婚姻
维克多通过婚姻与Mocatta家族建立了联系。

## 个人爱好
他是一位狂热的摄影爱好者。
维克多也是一位纯种赛马爱好者，拥有非常成功的马队，在英国赢得无数次高规格赛事。1925年，购买了剑桥郡的Woodditton Stud，距离著名的赛马中心纽马克特赛马场（Newmarket Racecourse）不远，他以妻子的名字命名为Eve Stud Ltd.。现属于Darley Stud Management。
沙逊在晚年皈依佛教。

## 雇员
他的一位前雇员嘉道理，后来创建了香港的公用事业公司中电集团（China Light and Power）。他在上海的得力助手之一Gordon Currie，则被日本人关进集中营数年之久。